# História da Ilha de Santa Maria

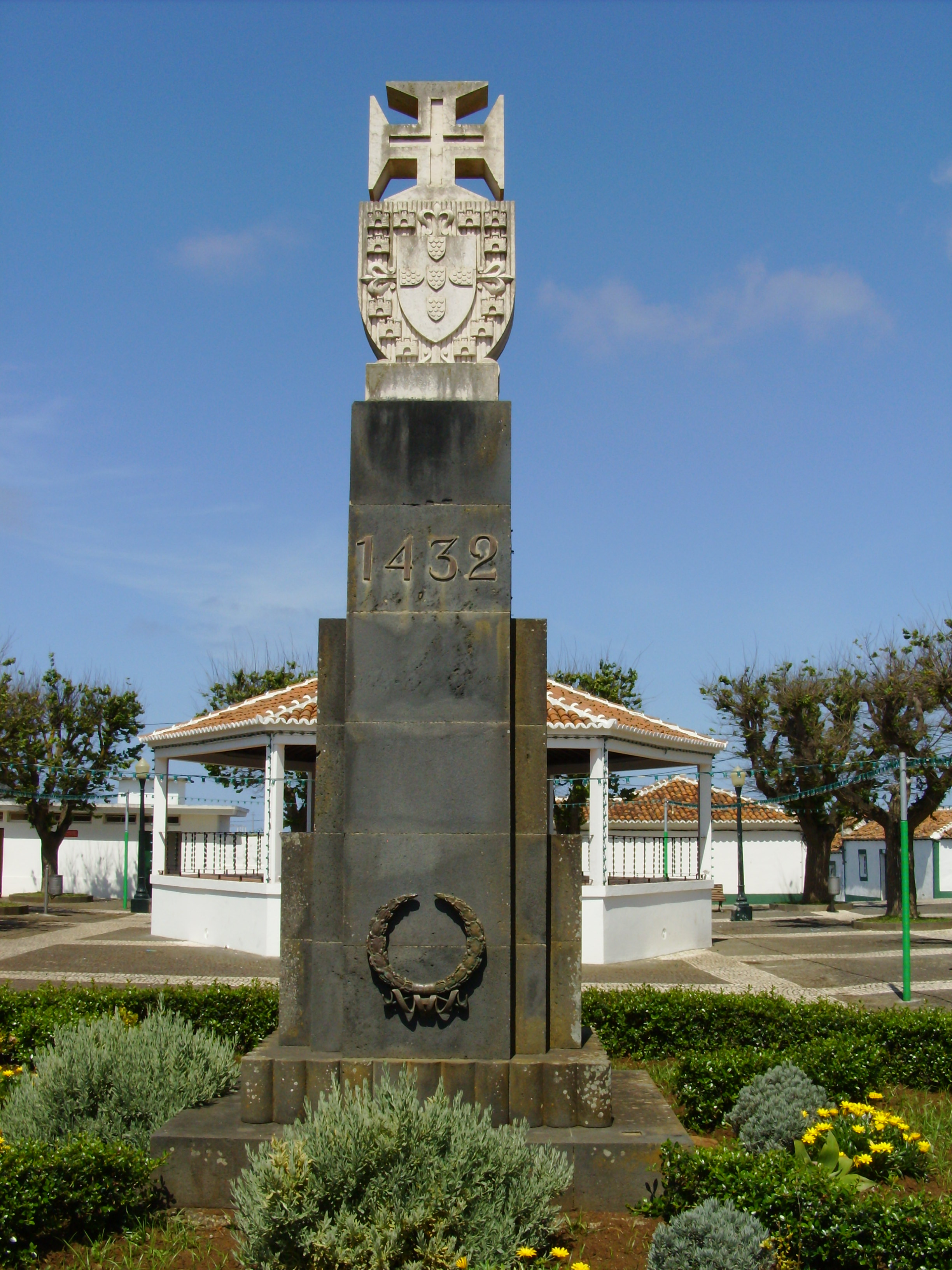
Monumento comemorativo do V Centenário da descoberta dos Açores, inaugurado em 15 de Agosto de 1932, em Vila do Porto. Posteriormente, em 11 de Julho de 1960, colocou-se-lhe uma Palma de Bronze, símbolo das comemorações henriquinas

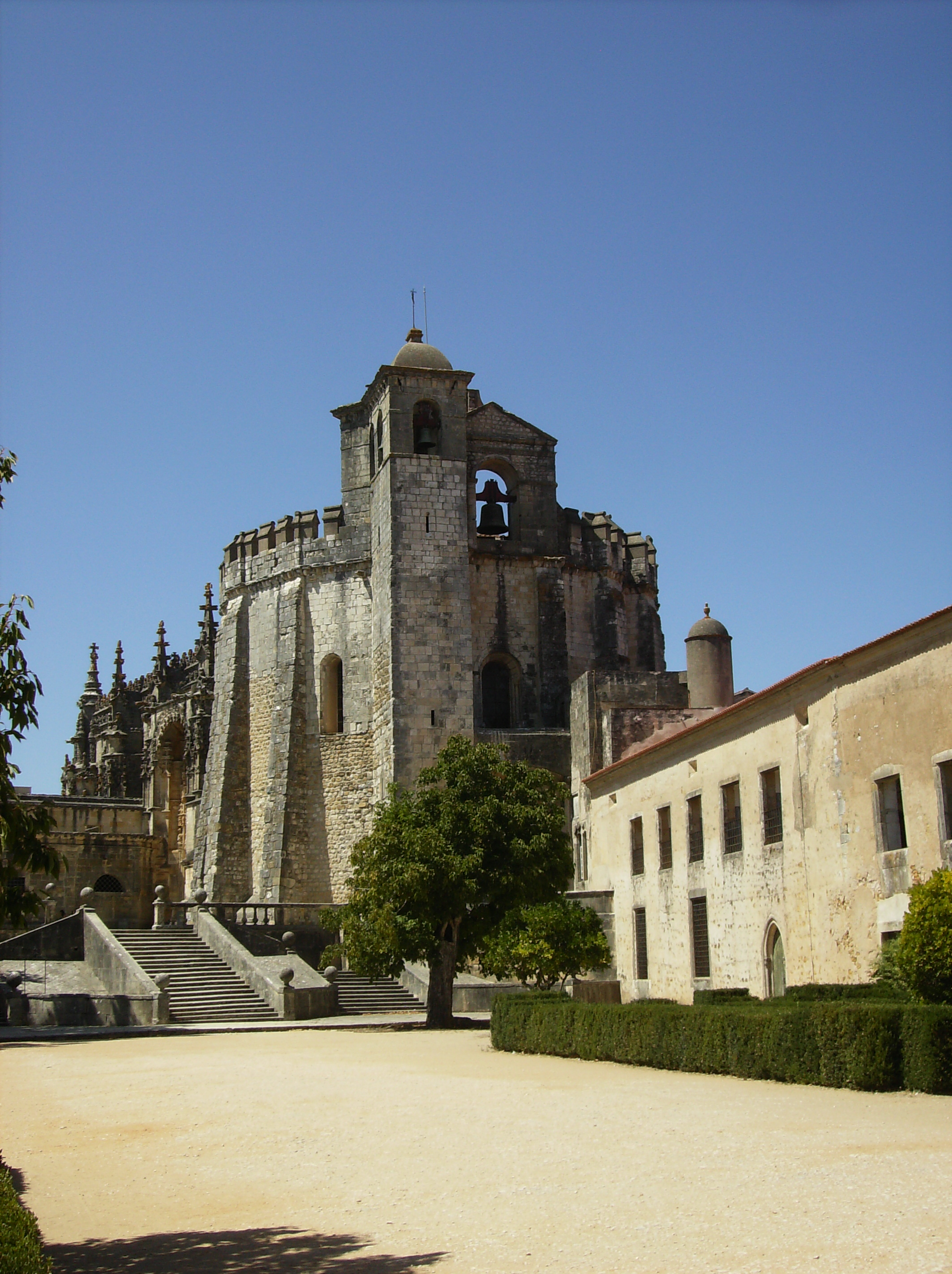
Convento de Cristo, Tomar: sede da Ordem da Cristo, a cujos quadros pertencia Gonçalo Velho

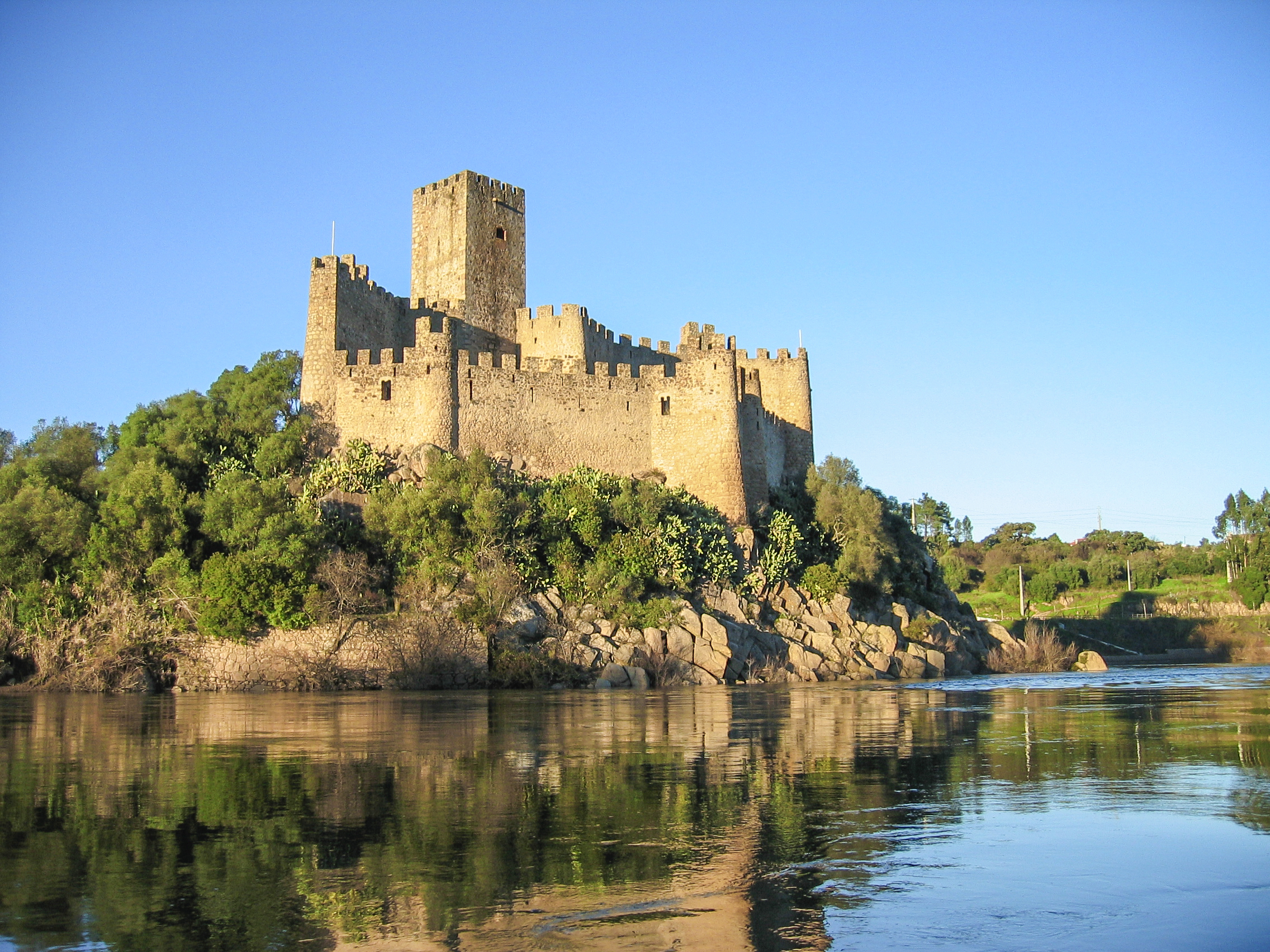
Castelo de Almourol, Portugal

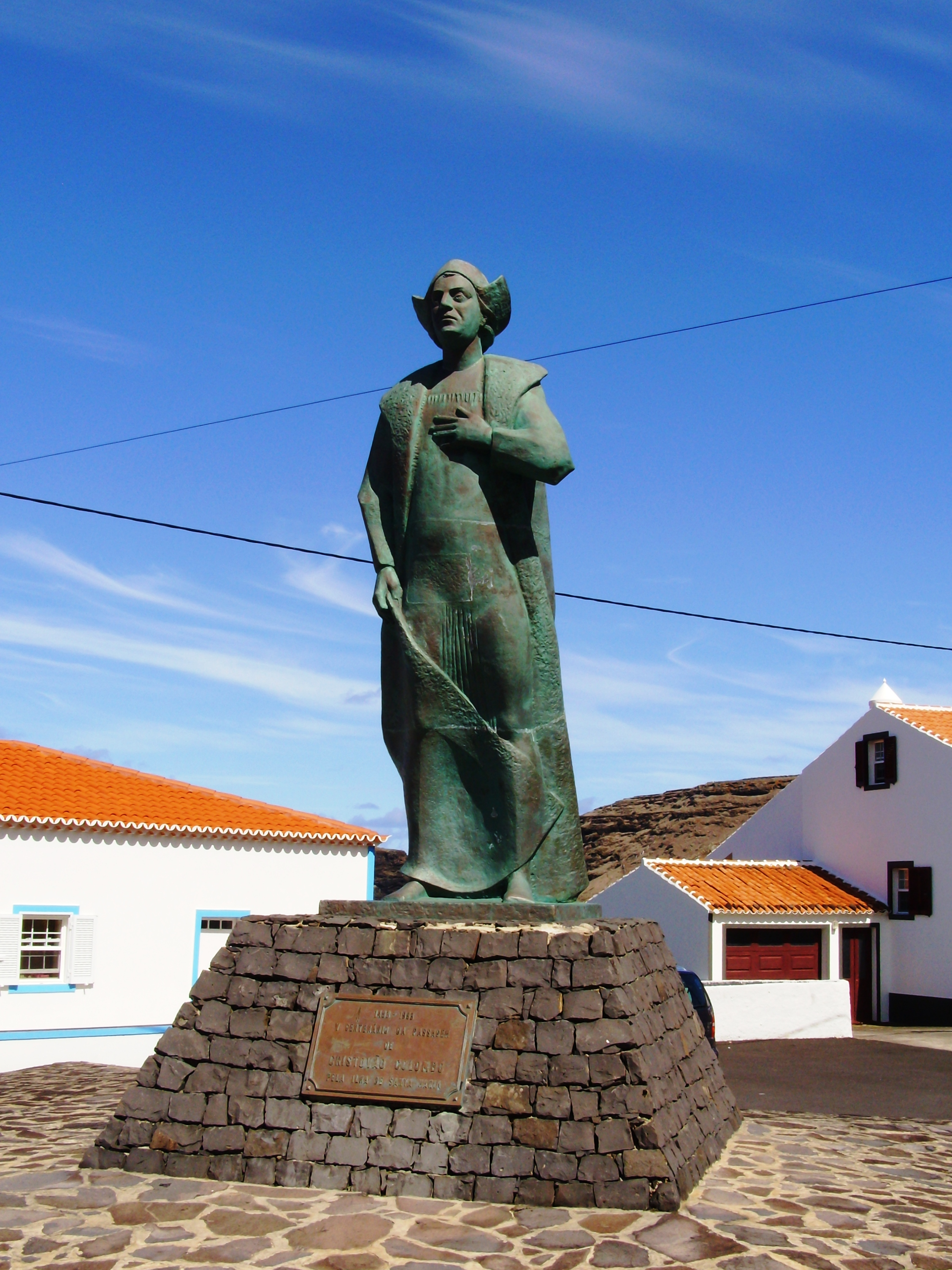
Monumento dos 500 anos da passagem de Cristóvão Colombo por Santa Maria (1493-1993)

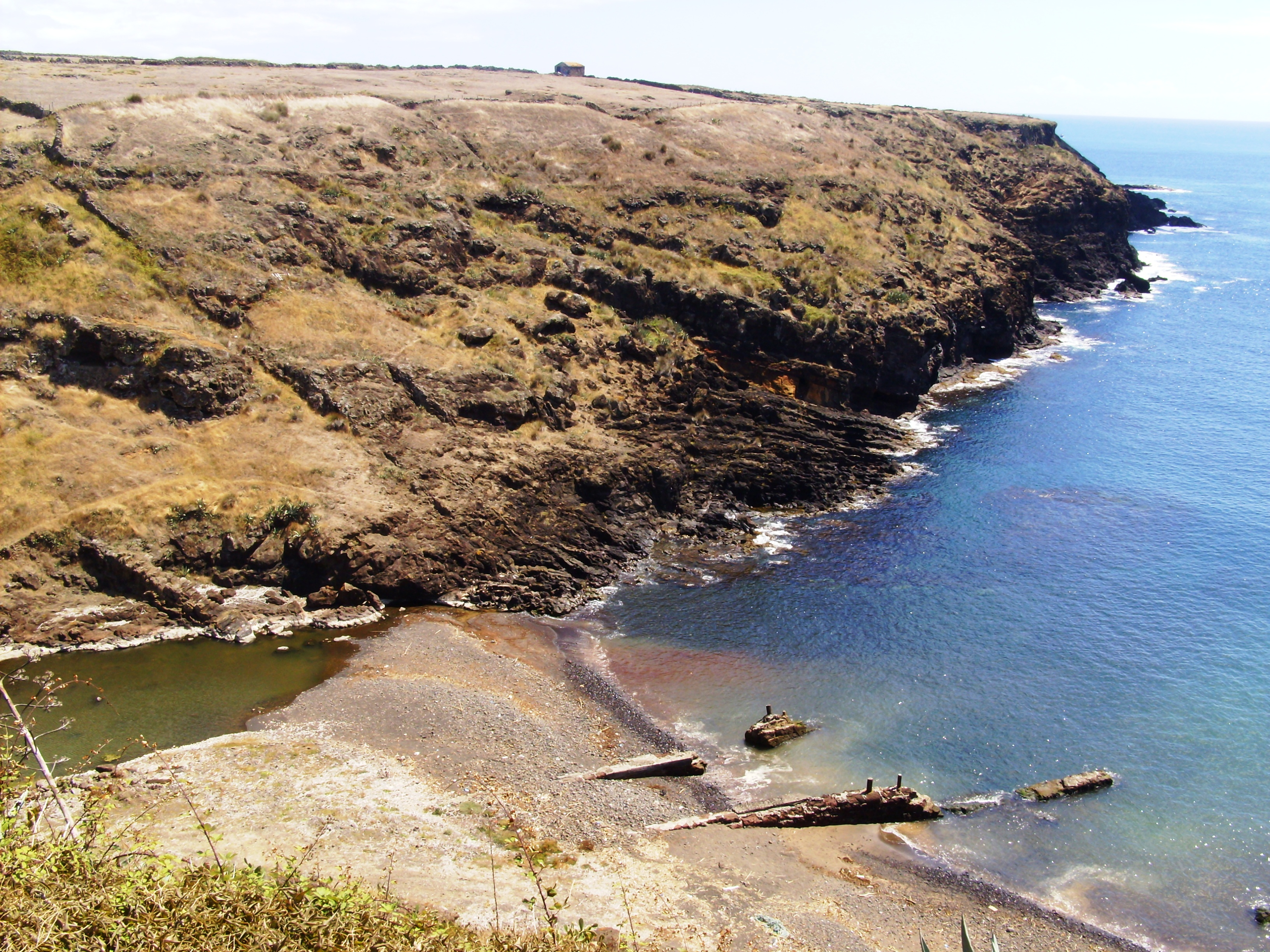
Calhau da Roupa, Vila do Porto: aqui desembarcaram corsários

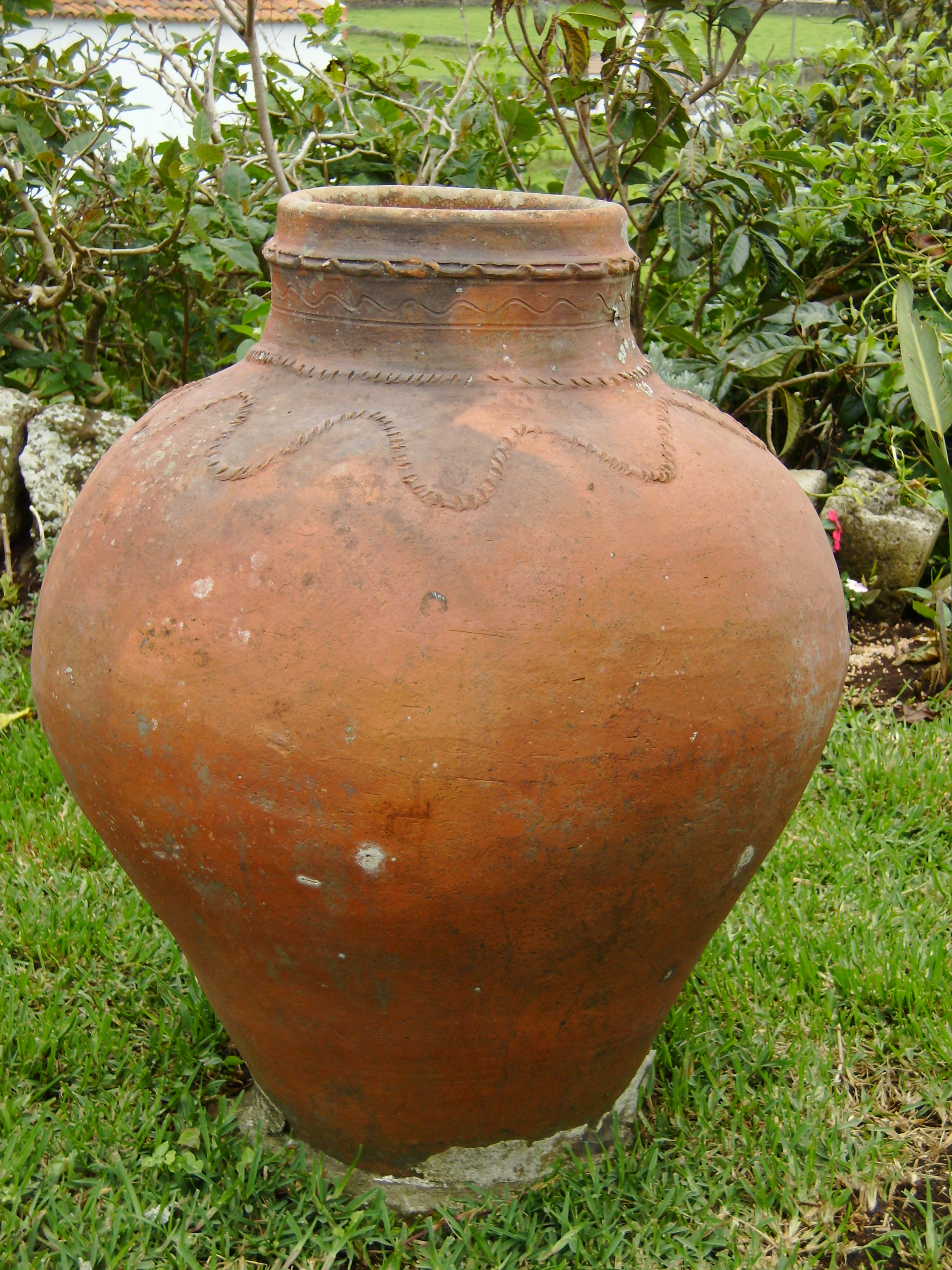
Cerâmica típica mariense: talhão

Uma historiografia da história da ilha de Santa Maria, no arquipélago dos Açores, Portugal, iniciar-se-á necessáriamente pela obra "Saudades da Terra", do padre Gaspar Frutuoso (1522-1591). O manuscrito, escrito entre 1586 e 1590, divide-se em seis volumes, e inscreve-se numa história mais ampla, a da região que hoje referimos como Macaronésia, numa dimensão atlântica. A ilha de Santa Maria é abordada no Livro III.
Na era Moderna, destacam-se o "Espelho Cristalino em Jardim de Várias Flores", de frei Diogo das Chagas (1584-1661), as "Crónicas da Província de S. João Evangelista das Ilhas dos Açores", de frei Agostinho de Monte Alverne (1629-1726), e a "História Insulana das Ilhas a Portugal Sujeitas no Oceano Ocidental", do padre António Cordeiro (1641-1722).
No século XIX, nomeadamente com o advento do Liberalismo, renovam-se os estudos sobre o tema, destacando-se a "Corografia Açórica" (1822), de João Soares de Albergaria de Sousa (1776-1875). Este período é marcado ainda pela recolha de textos e documentos, como por exemplo a "Coleção de Variedades Açorianas", de José de Torres (1827-1874), do "Arquivo dos Açores", por Ernesto do Canto, e as "Escavações", de Francisco Maria Supico. Em termos de literatura de viajantes, destacam-se as impressões sobre Santa Maria registadas pelo capitão Boid, secretário do almirante britânico George Rose Sartorius, que à época da Guerra Civil Portuguesa (1828-1834), a bordo do brigue "Conde de Vila Flôr", aqui aportou para tomar refrescos, e as do escritor português Raul Brandão, em meados de 1924, a bordo do vapor "N/T S. Miguel" (Empresa Insulana de Navegação), quando visitou os arquipélagos da Madeira e dos Açores.
No século XX destacam-se a publicação da "Colecção de documentos relativos ao descobrimento e povoamento dos Açores", com prefácio de Manuel Monteiro Velho Arruda, em edição comemorativa do V Centenário do Descobrimento dos Açores (1432-1932), e da "Descripção da Ilha de Sancta Maria por José Carlos de Figueiredo, Tenente Coronel d'Engenheiros, que em 1815 ali foi em Comissão" na revista Insulana, em 1960.
De uma forma geral, a pesquisa histórica para a ilha é dificultada pela ausência de fontes documentais, nomeadamente para os séculos XVII e XVIII, espalhadas por arquivos fora da ilha ou mesmo perdidas devido a fatores históricos, ambientais, ou mesmo destruição deliberada. Revestem-se assim, de maior relevância, outras fontes como as patrimoniais, arqueológicas e linguísticas.
Uma listagem das personalidades que exerceram cargos de governação em Santa Maria pode ser encontrada na Lista de governantes dos Açores.

## A descoberta, denominação e povoamento inicial da ilha
Embora em termos de historiografia se admita hoje a data do descobrimento do arquipélago dos Açores por Diogo de Silves em 1427, o cronista Diogo Gomes de Sintra em 1460 referiu a ilha simplesmente como Ilha de Gonçalo Velho:
"A mais chegada ylha dos Açores se chama Sancta Maria he ylha pequena e redonda. E tem huas baixas quasi em meo que se chamõ as Formigas por q sõ oyto bicos penedos sobre agoa.
Jaz esta ylha norte sull cõ a ylha de Sã Miguel e ha no traues 12 legoas e as Formigas quasi no meo.
Anno de 1444 mãdou ho Iffãte Dom Anrrique por capitã huu caualleyro chamado Gonçalo Velho comêdador da Ordê de Christus a pouorar esta ylha e outras, e pos a esta seu nome. s. ylha de Gonçalo Velho e despois da sua morte lhe poserõ nome ylha de Sancta Maria. Este capitã lançou nella porcos e vacas e ouelhas e cabras. E viueo nesta ylha alguns ãnos."
Frutuoso, posteriormente, confirma que, no Verão de 1431 Gonçalo Velho Cabral terá descoberto os ilhéus das Formigas:
"Pelas informações e notícia que o Infante D. Henrique tinha destas ilhas dos Açores, (...) no ano do Senhor de mil e quatrocentos e trinta e um, (...) tendo o dito Infante em sua casa um nobre fidalgo e esforçado cavaleiro, chamado Frei Gonçalo Velho das Pias, comendador do castelo de Almourol, que está sobre o Rio Tejo, arriba da vila de Tancos, de quem, por sua virtude, grande esforço e prudência, tinha muita confiança, o mandou descobrir destas ilhas dos Açores a ilha de Santa Maria, ou, porventura, também esta de São Miguel; o qual, aparelhando o navio com as coisas necessárias para sua viagem, partiu no dito ano da vila de Sagres e, navegando com próspero vento para o Ocidente, depois de passados alguns dias de navegação, teve vista de uns penedos que estão sobre o mar e se vêem da ilha de Santa Maria, e de uns marulhos que fazem outros que estão ali perto, debaixo do mar, chamados agora todos Formigas, nome imposto por ele, ou por serem pequenos como formigas, em comparação das ilhas, ou porque ferve ali o mar, como as formigas fervem na obra que fazem; (...).
Vindo a estas Formigas Frei Gonçalo Velho no novo descobrimento (...), não achando ilha frutuosa e fresca, senão estériles e feios penedos, e, em lugar de terras altas e seguras, vendo somente baixas pedras, tão baixas e perigosas, cuidando e suspeitando ele e os da sua companhia que o Infante seu senhor se enganara, julgando aquela pobre penedia por uma rica ilha, não entendendo todos eles com esta suspeita que havia mais que descobrir, se tornaram desgostosos ao Algarve, donde partiram, sem mais ver outra coisa que terra parecesse, e dando esta nova ao Infante D. Henrique, juntamente dizendo seu parecer, que não havia por este mar outras terras senão aquelas duras pedras que nele somente acharam."
O cronista prossegue, narrando a descoberta da ilha de Santa Mariano (1432) e referindo a de São Miguel (1444):
"Como na alta mente do Infante estava posta e entendida outra coisa (...) no ano seguinte tornou, com rogos e com promessas (como alguns dizem), a mandar o mesmo Frei Gonçalo Velho a descobrir o que dantes não achara, dando-lhe por regimento que passasse avante das Formigas. O qual Gonçalo Velho, tornando a fazer esta viagem, (...) houve vista da ilha em dia da Assunção de Nossa Senhora, quinze dias de Agosto do ano do Senhor, uns dizem de 1430, outros de 1458. Mas isto não pode ser, porque commumente se disse e afirmou sempre, e assim se acha em algumas lembranças de homens graves desta ilha de São Miguel, que foi achada depois da ilha de Santa Maria ser descoberta doze anos, e se achou na era de 1444, como depois direi tratando dela; pois se esta ilha de São Miguel se achou nesta era de 444 e a ilha de Santa Maria foi achada primeiro que ela doze anos, como todos dizem, e nunca caiu isto da memória dos homens, quem de 1444 tira doze ficam 1432, que é o ano em que se achou a ilha de Santa Maria."
O arranque oficial da colonização do arquipélago foi determinado por carta régia de D. Pedro (regente durante a menoridade de D. Afonso V) passada em 2 de Julho de 1439, ao mesmo Gonçalo Velho, que deveria povoar as sete ilhas então conhecidas, onde já anteriormente mandara lançar gado:
"A quantos esta carta virem fazemos saber que o infante D. Henrique, meu tio, nos enviou dizer que ele mandara lançar ovelhas nas sete ilhas dos Açores e que, se nos aprouvesse, que as mandaria povoar. E porque a nós isso apraz, lhe damos lugar e licença que as mande povoar."
O povoamento iniciou-se naquele mesmo ano pela ilha de Santa Maria, seguida pela de São Miguel. Para incentivá-lo, a carta de 5 de Abril de 1443 concedeu a Gonçalo Velho, comendador do arquipélago, e aos moradores e povoadores das ilhas a isenção do pagamento da dízima e portagens "de todas as coisas que delas trouxerem ao reino".
Quanto ao local do primeiro estabelecimento, terá sido o do desembarque inicial pelos descobridores, erguendo-se a primeira casa e iniciando-se a lavoura de trigo:
"Como entraram, e a primeira terra que tomaram, onde saíram, foi, da banda de Oeste, em uma curta praia de uma abra que se faz antre a ponta da terra, que se chama a Praia dos Lobos, e outra ponta, que se chama o Cabrestante, onde vai sair ao mar uma pequena ribeira que corre todo o ano, chamada a ribeira do Capitão, por correr pelas suas terras, que naquela parte depois tomou para si, que são a Faneca, Monte Gordo, Flor da Rosa, Paúl, Roça das Canas, donde nasce aquela ribeira que vai ter ali ao mar, junto do Cabrestante; onde se fez pelo tempo adiante o primeiro coval [sementeira], junto da mesma ribeira, em uma pedra mole, como tufo, e amarela, como barro, que se corta à enxada, a que chamam saibro, no qual saibro, onde quer que o há na ilha, se dá o melhor vinho dela; onde se encovou o primeiro trigo que deu a terra.
(...) Assim que os primeiros que saíram em terra, ali junto do mar, ao longo daquela ribeira do Capitão, ou desta vez, ou da segunda, fizeram a primeira casa que na ilha se fez, e, depois, pelo tempo adiante fizeram outras pela ribeira acima, e esta foi a primeira povoação da ilha, e por isso escolheu depois ali o Capitão suas terras, que são as melhores da ilha, e dão mais e melhor fruto e trigo, quase como o de Alentejo, quando o ano é temperado e bom."
Por outro lado, Frei Agostinho de Monte Alverne refere que o desembarque dos descobridores se deu pela ponta do Marvão, a pequena distância da atual Vila do Porto: "Descoberta esta ilha, entraram pela ponta do Marvão; a mandou povoar logo o Infante, com gente e gado."
O padre António Cordeiro, com base em Frutuoso, a seu turno, narra:
"O descubridor, & Commendador Frey Gonçalo Velho Cabral desembarcou na Ilha pela parte de Oeste, em huma pequena praya, que chamàrao dos Lobos, por o parecerem assim as pontas de tal praya; & aque se fundou depois a primeyra povoação, junto a uma ribeyra que todo o anno corre: logo foy o Commendador correndo a Ilha toda à roda, parte por terra, & parte por mar, por a madeyra da terra não dar lugar a mais; (...)"
Na primeira povoação terá sido erguida ainda uma igreja cuja invocação a tradição não guardou. Com os povoadores vieram frades franciscanos que, já em 1446 tinham um pequeno oratório com observância, obtendo licença da Santa Sé Apostólica por bula do papa Nicolau V, de 28 de abril de 1450. Dos nomes desses primitivos povoadores guardaram-se os de Gonçalo Anes de Semadença, Nuno Velho e Pedro Velho (sobrinhos de Gonçalo Velho e filhos de Diogo Gonçalves de Travassos e de D. Maria Álvares Cabral, irmã do descobridor), Pedro Álvares de Sernache (filho ou neto de Álvaro Anes de Sernache?), Estevão Lopes, e mestre António Catalão, pai de Genes e de Francisco Curvelo Catalão, que veio para as ilhas ensinar o cultivo e a indústria das canas de açúcar.
Novas levas significativas de povoadores para a ilha registaram-se, ainda no século XV, entre 1443 e 1445 e no ano de 1474. Embora tradicionalmente se afirme que o foi com famílias oriundas do Alentejo e do Algarve, não existem fontes documentais que o atestem. De acordo com Frutuoso, os primeiros povoadores eram oriundos de Moura (na realidade Mourão), Chamusca, Vila do Conde, Santarém, Santar, Tonda, Silgueiros, Besteiros, Guarda, Covilhã, Recardães, Estremoz, Trofa, Góis, Oliveira do Conde e Viseu. A estes somaram-se mouros, judeus e também flamengos, estes últimos por influência de D. Isabel (esposa de Filipe III, Duque de Borgonha e condessa de Flandres), irmã do infante D. Henrique. A patronímica das famílias marienses, a arquitectura e a estrutura do povoamento, embora este ditado pela topografia, parecem confirmar esta tese. Também é assente que Vila do Porto foi a primeira vila açoriana a receber Carta de Foral, o qual data de 1470, constituindo-se no primeiro município dos Açores.
Grandes parcelas da floresta nativa foram derrubadas para dar lugar a terras agrícolas, nomeadamente na grande planície ocidental (onde se localiza hoje o Aeroporto), para o plantio do trigo, exportado para o continente e para as praças portuguesas no Norte d'África. Em paralelo, desenvolveu-se a horticultura, a fruticultura (figueiras, macieiras, marmeleiros, amoreiras e outras), enquanto que a vinha encontrava abrigo nas fajãs à beira mar, nos lugares de São Lourenço, da Maia, no Castelo, no Sul, na Rocha alta, em Larache, na Praia e outros.
No século XVI, Santa Maria já se dividia em três freguesias: Nossa Senhora da Assunção (Vila do Porto), Santa Bárbara e Santo Espírito, rendendo anualmente cerca de 2.500 cruzados, na forma de sizas, dízimos e vintenas. Inicia-se a extração do barro e a produção de cal, louça e telha, exportados para as demais ilhas do arquipélago, conforme o testemunho de Gaspar Frutuoso:
"Há nesta ilha barro, de que se faz louça vermelha, sem ter necessidade da de fora, e telha muito boa, que, além de abastar para a terra, se traz para esta ilha de São Miguel muita dela. Tem também pedra de cal, e nela se faz não tão alva, nem forte como a de Portugal; e vale a seiscentos réis o moio, pelo preço mais caro. Também há greda, cré, almagra e areia branca, com que se costuma arear e lavar o estanho."
É testemunho desta prosperidade a existência, desde meados do século, de Santa Casa de Misericórdia, estabelecida em Vila do Porto.
Durante a grande fome de 1579 partiram de Santa Maria emigrantes em direção ao Brasil.

## Governadores e administradores da ilha
A ilha constituía uma Donataria, vitalícia e hereditária, regida por uma Carta de Doação e por um Foral, onde eram estabelecidos os poderes do Donatário:
- obrigação de doar sesmarias que, caso não fossem arroteadas ou cultivadas em cinco anos, revertiam para o donatário;
- poder de coutar terrenos (para incentivar o povoamento);
- exclusivo dos fornos de pão, moinhos e atafonas;
- estanco do sal marinho
- nomeação de magistrados
- arrecadação de dízimos das rendas da capitania (o capitão auferia as redízimas dessas rendas)
- alçada de até 15 mil réis na jurisdição cível e, no crime, podia açoitar pessoas e condenar até dez anos de degredo, sem agravo nem apelação.[19]

O primeiro donatário dos Açores foi o Infante D. Henrique, na qualidade de Mestre da Ordem de Cristo. Sucederam-lhe o seu sobrinho Fernando de Portugal, Duque de Viseu (1460-1470), João, Duque de Viseu (1470-1472), Diogo, Duque de Viseu (1472-1484) e Manuel, Duque de Viseu (1484-1495). Quando este ascendeu ao trono (1495) ocorreu a incorporação da donataria das então sete ilhas dos Açores (a ilha das Flores e a ilha do Corvo neste aspecto tiveram percurso diverso) aos bens da Coroa, de onde não mais saíram. Estes donatários, elementos da alta nobreza, instituíram nas ilhas o cargo de capitão do donatário.
O cronista Gomes Eanes de Zurara informa que o Infante D. Henrique fizera "Gonçalo Velho Cabral comendador da ilha de Santa Maria e que, da ilha de S. Miguel, lhe deixara a metade dos açúcarais", o que sugere ter sido este o primeiro capitão do donatário em Santa Maria e São Miguel. No regimento de Justiça passado pelo Infante D. Henrique, publicado por Frutuoso, Gonçalo Velho é tratado por "(...) capitão por mim em minhas ilhas de Santa Maria e S. Miguel nos Açores". Por último, na carta de brasão de armas passada ao capitão do donatário João Soares de Sousa a 18 de junho de 1527, afirma-se expressamente o seu pai, João Soares Velho, herdara a capitania de Santa Maria de Gonçalo Velho, capitão da dita ilha e comendador de Almourol.
O bom andamento do sistema era verificado pelos representantes do monarca, enviados a título de "alçada" ou "correição". O corregedor fazia-se acompanhar de meirinho, escrivão e porteiro. Entre estas, destacaram-se as efetuadas no século XVI, pelos corregedores Manuel de Macedo, Francisco Toscano, Manuel Álvares e Luís da Guarda.
Ao longo do tempo, os sesmeiros passaram a contratar colonos para trabalhar as terras, mediante o pagamento de parte dos rendimentos, a chamada "dimídia", resultando na prática no estabelecimento de um vínculo. A reunião de vários vínculos constituía um morgadio. Esse estado de coisas só seria revertido com as leis de desamortização: à época do Marquês de Pombal (1770), com a reforma de Mouzinho de Albuquerque (1832) e com a de Anselmo José Braamcamp (1863).
Na ilha existiu ainda a Comenda de Nossa Senhora da Assunção (também referida como "Comenda dos Açores"), com o respectivo hábito, instituída para recompensar alguns fidalgos da família dos Coutinho (Marialva). De acordo com o Dr. Manuel Monteiro Velho Arruda, os Comendadores foram os seguintes:
1. D. Luís Coutinho, capitão-mor das naus da Índia;
2. D. Francisco Coutinho, herói da conquista de Túnis;
3. D. Luís Coutinho
4. D. Jerónimo Coutinho, defensor dos direitos de D. António, prior do Crato;
5. Brás Soares de Sousa, por sua abnegação na guerra do Brasil;
6. D. Francisco de Sá, por bravura nas lutas da Flandres;
7. D. Joana de Meneses, esposa de D. Jorge Martins Mascarenhas;
8. D. Branca Mascarenhas
9. D. Fernando Martins Mascarenhas
10. Luís António de Basto Barém
11. D. Mariana Joaquina de Basto Barém, esposa de D. João de Lencastre, Conde da Lousã;
12. D. Luís António de Lencastre de Basto Barém, 2º conde da Lousã;
13. D. Diogo José Ferreira de Eças e Menezes, 3º conde da Lousã.[22]

O comendador tinha o direito de receber, por intermédio de seus feitores, a pensão dos tabeliães, o dízimo dos produtos (pescarias, moendas e atafonas), e a vintena sobre o pastel e a urzela. Possuía ainda o senhorio sobre os ilhéus de São Lourenço e da Ribeira Seca. Em contrapartida, era seu o encargo de custear as congruas dos sacerdotes e todas as demais despesas para manter o culto religioso.

## Piratas, corsários e razias

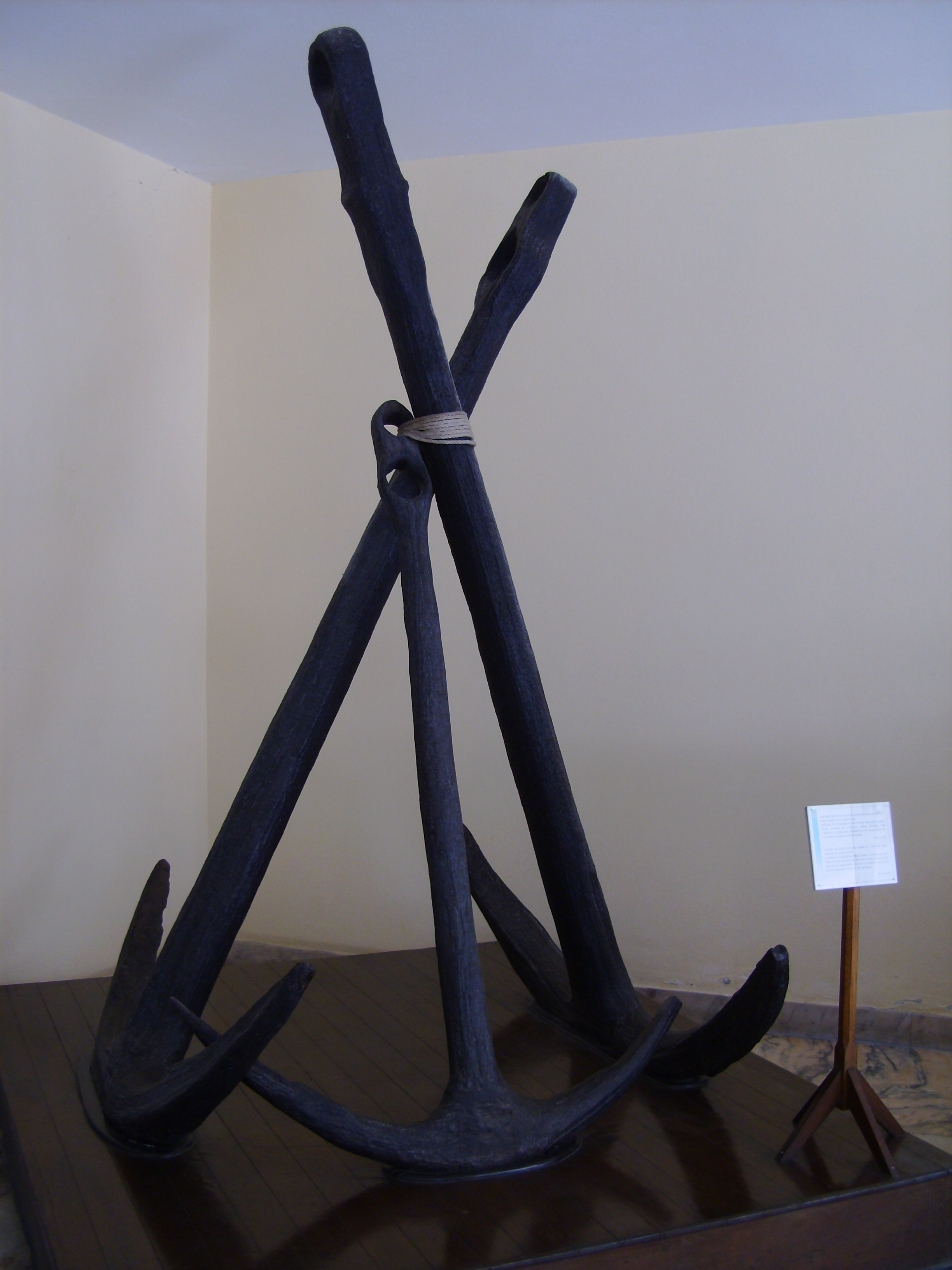
Museu de Marinha de Lisboa: âncoras resgatadas em 1960 na baía do Cura (ilha de Santa Maria, Açores), atribuídas presumivelmente à caravela "Niña", de Cristóvão Colombo

Como as demais ilhas do arquipélago, desde cedo Santa Maria foi vítima de repetidos ataques e razias perpetrados por corsários e piratas da Barbária. Já em 1480, no contexto da Guerra de Sucessão de Castela, de uma nau Castelhana, desembarcaram cerca de quarenta homens, armados de arcabuzes, no porto da Vila. Foram rechaçados por um grupo de moradores, sob o comando do Capitão do donatário, João Soares de Albergaria, com tiros de pedreiro, na altura do Calhau da Roupa, afirmando-se que João Soares foi capturado e levado a ferros para Castela.
Por essa razão Cristóvão Colombo, a bordo da Niña, foi recebido de maneira hostil pela população da baía dos Anjos, quando de regresso da viagem de descobrimento da América, em Fevereiro de 1493, registando-se o aprisionamento de alguns de seus tripulantes e complexas negociações que conduziram à sua libertação por João da Castanheira, lugar-tenente de João Soares, capitão do donatário.
Embora relativamente distante das rotas de navegação das naus das Índias, após uma tentativa de ataque por corsários Franceses em 1553, a ilha foi assaltada por Franceses (1576), Ingleses da armada de George Clifford de Cumberland (1589) e piratas da Barbária (1616 e 1675), em busca de suprimentos e de valores, e que causaram a destruição de igrejas e ermidas, levaram a que a ilha fosse cercada, a partir do século XVII, por um cordão de fortificações, no qual se destacavam o Forte de São Brás de Vila do Porto e as ruínas do Forte de São João Baptista da Praia Formosa. As razias para a escravização de habitantes conduziram à constituição da Confraria dos Escravos da Cadeinha, destinada a reunir fundos para remir os marienses em mãos dos Muçulmanos. A Confraria, recriada em nossos dias, mantém várias atividades culturais.
Em março de 1817, o navio corsário estadunidense "O Patriota", sob o comando do capitão José Williams, com uma tripulação de 110 homens, aprisionou nas águas de Santa Maria o brigue português "São João Protetor".

## Da Dinastia Filipina ao século XVIII

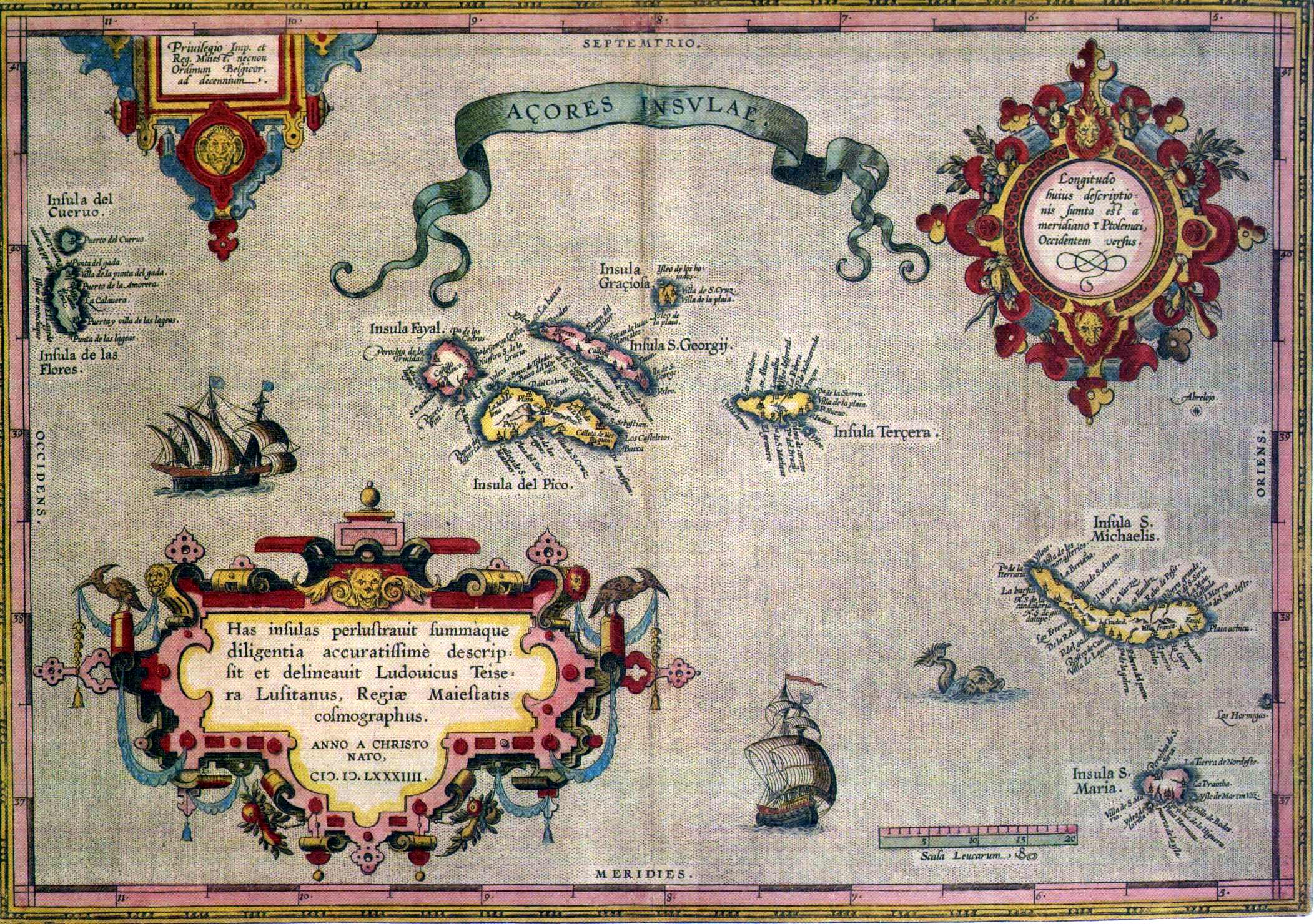
Mapa dos Açores com todas as ilhas do arquipélago por Abraham Ortelius e Luís Teixeira (1584)

Quando da Crise de sucessão de 1580, que conduziu à instalação da Dinastia Filipina em Portugal, a ilha apoiou inicialmente D. António I de Portugal, o prior do Crato, na forma de dádivas e de auxílios. Entretanto, com a pressão de Filipe I de Portugal sobre os Açores, tendo o próprio Capitão do Donatário reconhecido o novo domínio, D. António declinou desembarcar em Santa Maria.
Neste período, a ilha passou a depender do Governador-geral dos Açores.
O historiador brasileiro Francisco Adolfo de Varnhagen, em sua "História Geral do Brasil" refere que, em 1621, a Comenda de Nossa Senhora da Assunção foi entregue a Jorge de Lemos Bettencourt pelo transporte, às próprias expensas, de 200 casais de Açorianos para o Estado do Maranhão.
Com a Restauração da Independência (1640), tendo a notícia chegado à ilha no início de 1641, a aclamação de João IV de Portugal foi celebrada com grandes festejos, em que foram gastos grossos cabedais pelo Capitão Brás de Sousa.
Em 1648 partiram de Santa Maria cem casais, mais de seiscentas pessoas, também para o Estado do Maranhão.
Segundo os relatos históricos, a vida à época era bastante difícil para o povo em geral. As terras pertenciam quase na totalidade aos morgados, contando-se na ilha, em 1664, dezasseis morgados para quinhentos fogos e mil e seiscentos habitantes:
"A vida na pequena ilha açoriana era difícil e custosa. Não havia empregos, e, portanto as soldadas não chegavam para o mais elementar sustento: meia dúzia de ricaços possuía as terras de pão e de mato, as vinhas e as quintas, os gados e as alfaias: arados, carros, moinhos e lagares. Um deles punha dez carros de bois ao caminho e vinte trilhos na eira da debulha. Os trigos, moios e moios, iam por sua conta, em navios próprios, vender-se no mercado de Lisboa." 
Nos séculos XVII e XVIII regista-se um declínio na produção de trigo da ilha, devido em grande parte à exaustão dos solos. Declina também a cultura do pastel e introduzem-se a do milho e da laranja. Edificaram-se ainda muitos dos templos da ilha, assim como alguns conventos. A pobreza da população continuava generalizada, visível nas habitações e na alimentação deficiente, que nos piores anos resumia-se a bolos de fetos e papas de carrilhos. A emigração para o Brasil prosseguiu, agora para as províncias do Sul, de Santa Catarina ao Rio Grande do Sul e à Colônia do Sacramento, e a ela acrescentou-se, a partir do último quartel do século XVIII, ainda em carácter esporádico, um novo destino, os Estados Unidos.
No interior da ilha extinção das últimas matas nativas, para transformá-las em terras de cultivo e em pastos, teve como consequência anos de grandes secas, sendo necessário trazer barcos com pipas de água da ilha de São Miguel, e o trigo ir a moer nas azenhas de Vila Franca do Campo.
Ao final do período foi introduzida a cultura da batata-inglesa, o que causou grande descontentamento entre a população. Continuou a exportação de cal, barro e louça para todas as ilhas do arquipélago.

## As Guerras Liberais e o século XIX
No contexto da Guerra Civil Portuguesa (1828-1834), quando da ofensiva liberal do 7.º conde de Vila Flor (1831), setores da ilha tentaram aclamar os direitos de Maria II de Portugal, embora se receasse a reação do Governador-geral miguelista, então em Ponta Delgada. O Capitão-mor de Santa Maria chegou a fretar um navio para ir buscar auxílio de armas e munições à Regência de Angra, na ilha Terceira, mas nesse ínterim, a ilha de São Miguel já havia caído nas mãos dos liberais (2 de agosto de 1831) e, no mesmo dia, a rainha foi aclamada em Vila do Porto.
No ano seguinte, daqui partiram muitos jovens para a expedição que desembarcou no Mindelo (Julho de 1832), tendo se destacado o alferes Floriano Ferreira, condecorado com a Ordem Militar da Torre e Espada, e o graduado Francisco Baptista, tio materno do futuro presidente Teófilo Braga. Desde junho de 1832 a ilha tornou-se o local de exílio para presos políticos - oficiais ao serviço de Miguel I de Portugal no arquipélago, detidos pelo conde de Vila Flor e julgados em Conselhos de Guerra. Setenciados a penas que variavam de dois (44 oficiais) a quatro anos (17 oficiais), viriam a receber anistia assim que se decidiu a luta no continente.
No segundo quartel do século XIX existiu um estaleiro em Vila do Porto, no Calhau da Roupa, onde eram construídas embarcações de mais de cem toneladas, galés, escunas e patachos, empregando calafates vindos de Vila do Conde.
No contexto da Revolução da Maria da Fonte, em 1846 foi formada uma Junta Governativa do Distrito de Ponta Delgada, cujo governo compreendia também a ilha de Santa Maria.
Com o retorno dos emigrantes dos Estados Unidos, com alguns recursos, os chamados "Calafonas" o ciclo da riqueza inverteu-se. A grande propriedade agrícola começou a dividir-se, de tal modo que, em 1850 existiam apenas quatro morgados para mil e cinquenta e um casais e cinco mil e seiscentos e noventa e um habitantes. Desse modo, o período é marcado por algum progresso em termos de agro-pecuária, com a introdução de novas raças de gado bovino, a melhoria das pastagens e a introdução de novas e variadas plantas, hortenses e frutícolas, do que resultou uma nova fase de progresso e riqueza para a maioria da população.
No tocante à cultura da vinha, cujas cepas eram originárias da Europa e da Madeira, à semelhança do que ocorreu no restante do arquipélago, a segunda metade do século foi marcada pelos ataques do oídio ("Uncinula necator") e da filoxera, sendo necessário substituí-las pela variedade americana "Isabella" (uma variedade da "Vitis labrusca"), passando-se a produzir o chamado vinho de cheiro. No plano demográfico, continuou a emigração para o Brasil e os Estados Unidos, iniciando-se um novo fluxo, agora para as ilhas do Havai, em viagens que duravam seis meses. Em termos urbanísticos, foram abertas as principais estradas que passaram a ligar as freguesias, assim como construído o cais de Vila do Porto, único porto comercial da ilha, cujas obras se iniciaram em 1874, sob a direção do engenheiro Jacinto Cabral. À introdução de novas culturas agrícolas e à ampliação da rede viária na ilha liga-se o nome do morgado Laureano Jorge Pinto da Câmara Falcão, enquanto deputado às Cortes de Lisboa.
No plano cultural, publicam-se em 1885 os primeiros periódicos na ilha: o "O Mariense" (9 de Abril) e o "Corrreio Mariense" (3 de Outubro).
Na última década do século inicia-se a caça à baleia nas águas da ilha, com baleeiros oriundos de Cabo Verde.

## O século XX

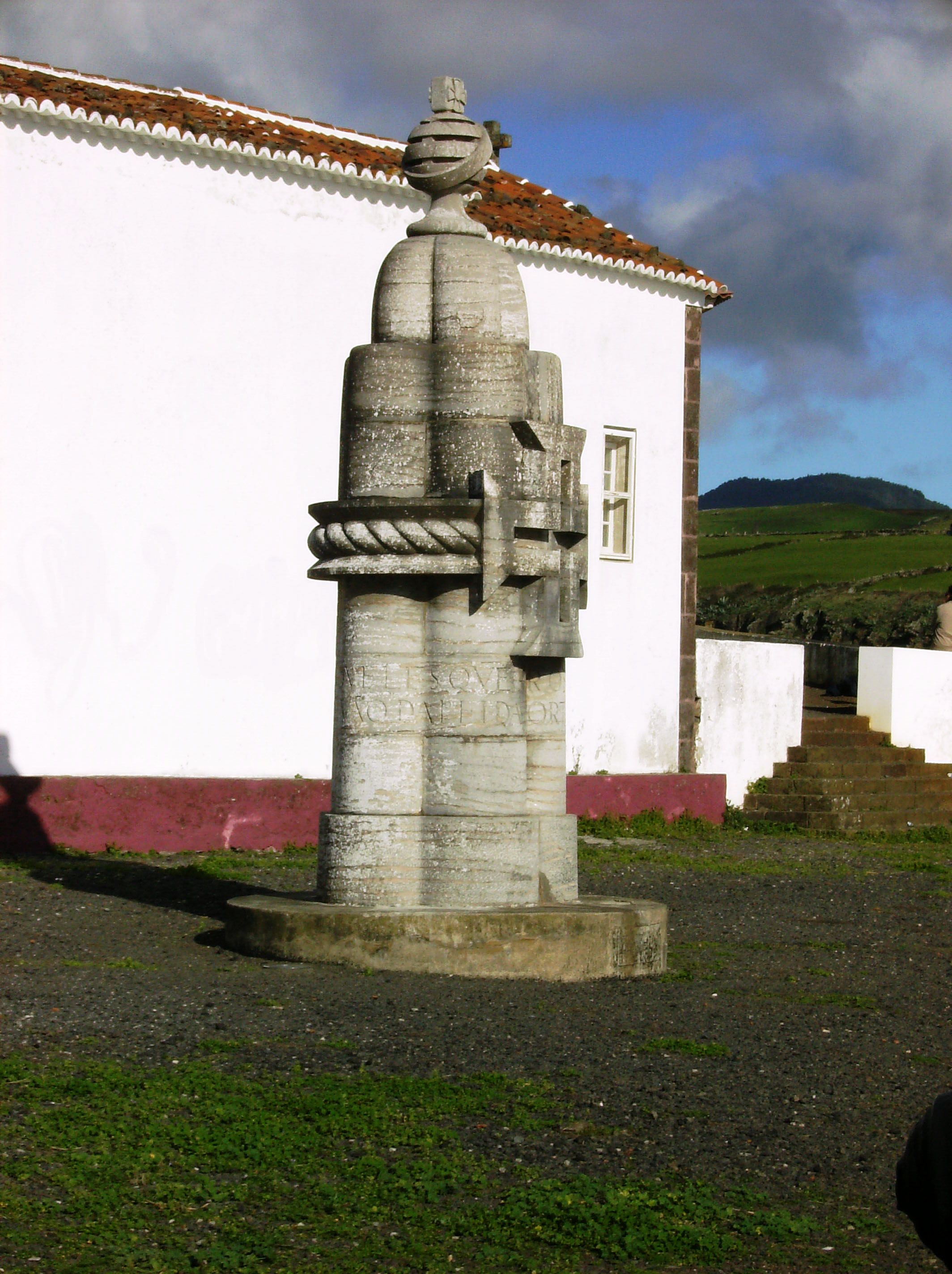
Monumento em homenagem aos heróis do NRP Augusto de Castilho (Raúl Lino, 1929)

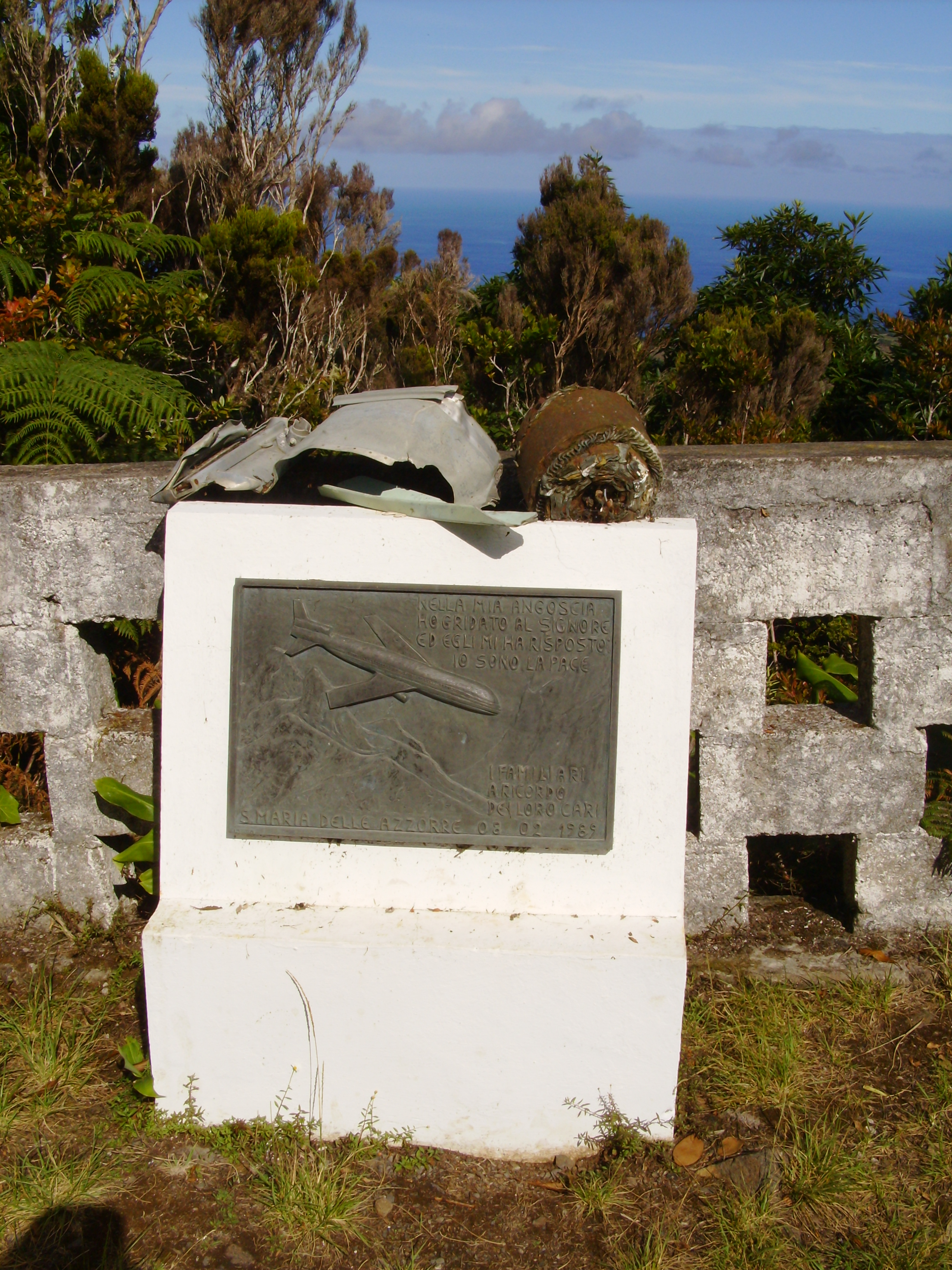
Pico Alto: monumento aos mortos do voo 1851

Em 1901 a ilha recebeu a visita de Carlos I de Portugal e sua esposa, a rainha D. Amélia, cumprimentados pelo então Presidente da Câmara Municipal, Comendador Albino Pereira. Entretanto, graças à grande propaganda do Partido Republicano Português, a primeira Câmara Municipal Republicana foi a de Santa Maria, eleita em 1908, ainda em plena Monarquia.
Em 1909 foi inaugurada na ilha a telegrafia sem fios, instalada no posto-rádio da Faneca, na gestão municipal de Januário de Figueiredo. Terá sido este autarca o primeiro mariense a enviar um telegrama, saudando as autoridades em Lisboa. Segundo outras fontes, o primeiro telegrama terá sido enviado pelo sr. João de Morais à sua esposa (FERREIRA, s.d.:220). Neste período foram iniciados diversos melhoramentos, como estradas e fontanários.
Com a eclosão da Primeira Guerra Mundial, a ilha passou a acolher, já ao final do conflito, muitos náufragos, vítimas dos ataques de submarinos alemães, com destaque para os do NRP Augusto de Castilho, episódio recordado pelo padrão erguido no terrapleno do forte de São Brás em Vila do Porto.
Em 1929, o periódico local "O Baluarte", registava o sobrevoo do LZ 127 Graf Zeppelin à ilha:
"Ontem à tarde, por cerca de 19h15 minutos, a população desta ilha foi surpreendida pela maravilhosa visão dum Zeppelin que por sobre esta ilha passou na direção leste para sudoeste. O dirigível que seguia numa marcha lenta, dava-nos a impressão de que navegava à altura de cerca de 350 metros. Foi um espetáculo inédito para o povo mariense este da passagem da grandiosa aeronave que sabemos ser o 'Conde Zeppelin' que segue naturalmente para a América."
À época do Estado Novo, em 1932 foi erguido o padrão comemorativo do "V Centenário do Descobrimento Oficial de Santa Maria", na praça Nossa Senhora da Conceição, em Vila do Porto.
A ilha recebeu a visita do presidente da República, Marechal António Óscar de Fragoso Carmona, em 8 de agosto de 1941. O Aeroporto de Santa Maria, iniciado em 1944, ao final da Segunda Guerra Mundial, foi inaugurado a 26 de Julho de 1945, tendo transitado para a gestão do Estado português a 2 de Junho de 1946. Foi também apenas na década de 1940 que a ilha foi ligada por telefone à vizinha ilha de São Miguel.
A segunda metade da década de 1950 na ilha foi marcada pela escala do presidente eleito da República do Brasil, Juscelino Kubitschek (janeiro de 1956), pela visita do presidente da República, General Francisco Craveiro Lopes (21 de julho de 1957), e pela tragédia do navio de cabotagem inter-insular "N/M Arnel", da Empresa de Navegação Insulana. Na madrugada do dia 18 de Setembro de 1958, cerca de 5:30h, a embarcação encalhou no baixio dos Anjos. Encontravam-se a bordo 138 passageiros e 25 tripulantes, tendo o pânico resultante causado a morte de 14 pessoas.
Poucos anos mais tarde, um outro acidente marítimo marcou Santa Maria: o encalhe, na ponta do Marvão, do petroleiro norueguês "Velma". A embarcação, fretada pela Mobil Oil, transportava da América Central onze milhões de litros de combustível para aviação (JP-1), para abastecimento do Aeroporto de Santa Maria. A 1 de fevereiro de 1961, a embarcação encalhou num baixio à entrada do porto de Vila do Porto, pelo lado da ponta do Marvão. Esperou-se que com a subida da maré o navio viesse a soltar-se, o que não aconteceu, permanecendo este com a popa sobre a baixa. Dias mais tarde, a 18 de fevereiro de 1961, com mau tempo, a embarcação começou a derramar óleo no mar, vindo a partir-se em duas. A tripulação, de 45 homens, foi evacuada sem incidentes. Foram recuperados apenas cerca de 300 a 400 mil litros de combustível: o restante perdeu-se no mar. Diante do risco à navegação causado pelos destroços, grande parte dos mesmos foi desmantelado e removido nos anos seguintes, por uma empresa que exportou a sucata que conseguiu recuperar.
No início da década de 1960, na sequência da perda do Estado Português da Índia (dezembro de 1961) e dos eventos em Angola, na zona que viria a designar-se por "Zona Sublevada do Norte" (4 de fevereiro de 1961), que conduziriam à Guerra Colonial Portuguesa, o chefe de Estado, almirante Américo Tomás fez visitas oficiais aos arquipélagos da Madeira e dos Açores, tendo estado presente em Santa Maria (5 de julho de 1962).
A ilha foi palco ainda, em 8 de fevereiro de 1989, do choque de uma aeronave Boeing 707 contra o Pico Alto, tendo perecido 144 pessoas, sem sobreviventes, no que foi considerado, à época, o "o maior desastre aéreo ocorrido em território nacional".

## O século XXI
Em 17 de janeiro de 2008 foi inaugurada na ilha uma base operacional da Agência Espacial Europeia (ESA) com a função de fazer o rastreio de lançamentos a partir do porto espacial europeu em Kourou na Guiana Francesa. 
Em 2011 (20 de setembro) recebeu a visita oficial do presidente da República Portuguesa, Aníbal Cavaco Silva.